# Robertsella
Robertsella is een geslacht van kreeftachtigen uit de klasse van de Malacostraca (hogere kreeftachtigen).

## Soorten
- Robertsella meridionalis Tavares & Gouvêa, 2013
- Robertsella mystica Guinot, 1969